# Курц, Иоганн Генрих
Иоганн Генрих Курц (Иоанн Генрих Курц, нем. Johann Heinrich Kurtz; 13 декабря 1809, Монжуа — 26 апреля 1890, Марбург) — протестантский богослов.

## Биография
Родился в Монжуа (прусской рейнской провинции) и первоначально предназначался родителями к купеческой деятельности. Только вследствие своего сильно проявившегося стремления к знаниям Курцу удалось избегнуть этого пути. Гимназическое образование получил в нескольких немецких заведениях и окончил курс в 1830 году в Зосте. Богословское образование получил в Галле-Виттенбергском и Боннском университетах. С 1835 года преподавал Закон Божий в гимназии в Митаве. 
С 1842 года началась энергичная литературная деятельность Курца, выразившаяся к 1849 году уже 25  названиями его произведений, большей частью экзегетического и церковно-исторического содержания. Его учебники широко распространились. Курц получил степень лиценциата от богословского факультета Кёнигсбергского университета (1844), а богословский факультет Ростокского университета присвоил ему степень доктора богословия honoris causa (январь 1849).
В представлении богословского факультета совету Дерптского университета, по поводу избрания Курца на кафедру, декан этого факультета говорит: «Курц действительно принадлежит общеизвестным и уважаемым богословам настоящего времени». Избранный на должность профессора церковной истории большинством голосов на заседании университетского совета (19 сентября 1849), Курц посвятил себя новой деятельности. С 1 января 1859 года перешёл на открывшуюся в университете вакансию профессора экзегетики. Дважды избираемый, он занимал это место до лета 1870 года. Состоял цензором от университета для просмотра зарубежных изданий (1864—1869).
После жизни в различных городах, с 1871 года последние двадцать лет своей жизни Курц провёл в Марбурге. Его дальнейшие занятия имели главной целью переработку его учебника по церковной истории для учащихся.
Его «Handbuch der allgemeinen Kirchengeschichte» (ч. 1, Митава, 1853—1856) доведено только до времён Каролингов. Написал также очень популярное пособие по священной истории «Lehrbuch der heiligen Geschichte» (1843), «Lehrbuch der Kirchengeschichte» (12 изд., Лпц., 1892), «Das Mosaische Opfer» (Митава, 1842), «Abriss der Kirchengeschichte» (1852), «Bibel und Astronomie» (5 изд., Б., 1865); «Zur Theologie der Psalmen» (Дерпт, 1865), «Erklärung des Briefs an die Hebräer» (Митава, 1869), «Die Geschichte des alten Bundes» (Б., 1848—1855); «Handbuch der allgemeinen Kirchengeschichte» (1853—1856); «Der alttestamentliche Opferkultus» (Митава, 1862) и др.
Некоторые его книги переведены на английский язык.

## Сочинения
- The Bible and astronomy (Internet Archive)
- Manual of sacred history (Google Books)
- Text-book of church history (Internet Archive)
- History of the Old Covenant, Volume 2 (Google Books)
- History of the Christian church to the Reformation (Internet Archive)
- Church History, Vol 2 (Google Books)
- Lehrbuch der Kirchengeschichte : für Studirende. 1860
- Der Brief an die Hebräer. 1869